# سائل کومبدی
سائل کومبدی (انگلیسی: Saël Kumbedi؛ زادهٔ ۲۶ مارس ۲۰۰۵) بازیکن فوتبال اهل فرانسه است.
وی همچنین در تیم‌های ملی فوتبال زیر ۱۷ سال فرانسه و زیر ۱۸ سال فرانسه بازی کرده‌است.